# Торопецький повіт
Торопе́цький повіт — адміністративна одиниця Псковської губернії Російської імперії. За площею займав 6241,3 км² (5390,8 кв. верст), населення за станом на 1897 рік — 97 840 чоловік. Повітове місто — Торопець.

## Історія
За часів феодальної роздробленості Торопець був центром Торопецького князівства. Після його захоплення литовським князем Ольгердом ця територія до 1503 року перебувала у складі Великого князівства Литовського.

### У складіРосійської імперії
З 1708 року місто Торопець перебувало у складі Інгерманландської губернії. 1777 року Торопецький повіт увійшов до складу новоствореного Псковського намісництва (з 1796 — Псковської губернії). До 1897 року повіт складався з 1 міста, 1614 селища й 938 дрібних сіл. Головним заняттям жителів було хліборобство, а кустарні промисли були розвинуті погано. Була також низка фабрик і заводів (на кінець XIX століття — 115).

### За радянської влади
Торопецький повіт припинив своє існування 18 липня 1927 року. Його територія увійшла до складу Торопецького району Великолукського округу Ленінградської області (до складу якої тоді входила територія ліквідованої Псковської губернії. У подальшому район ще кілька разів переходив до складу різних адміністративних одиниць.

### Сучасний стан
Нині територія колишнього повіту входить до складу Тверської (частини Торопецького, Андреапольського та Західнодвінського районів) та Псковської областей (Куньїнський район).

## Склад повіту

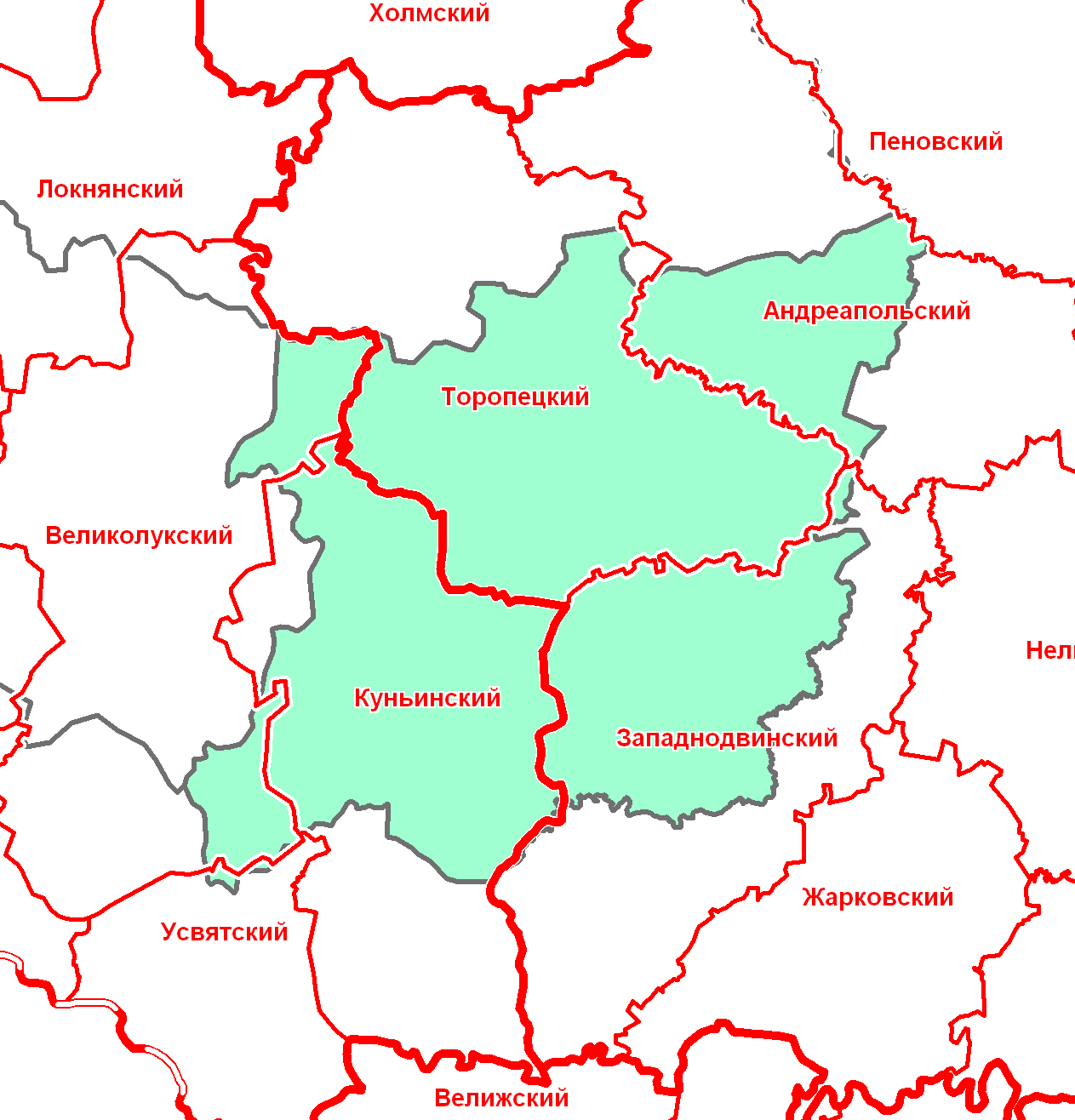
Торопецький повіт у сучасній сітці районів

- Баранецько-Озерецька волость
- Встеселовська волость
- Всхоновська волость
- Жижецкая волость
- Казаринська волость
- Кудрявцевська волость
- Пожинська волость
- Старцова волость
- Тимінська волость
- Бенецька волость